# Ти Джей Пъркинс
Теди Джеймс (Ти Джей) Пъркинс (роден на 3 септември 1984) е американски професионален кечист от филипински произход.
Работи с WWE, участвайки в шоуто Първична сила, където е първият шампион в полутежка категория на WWE.

## Биография
Пъркинс е роден в Лос Анджелис. Започва да тренира на 13 в родния си град Лос Анджелис, Калифорния. Дебютира през 1999 на 14, маскиран, защото шефовете му мислят, че изглежда твърде млад за кечист. Завършва средно училище в Ривърсайд, Калифорния. На 18 започва да тренира професионално бокс, смесени бойни изкуства и кеч. На 21 получава достатъчно пари, за да купи собствена къща.
Започва да се бие за компанията в Южна Калифорния Pro Wrestling Guerrilla (PWG) през 2003. До края на 2004 участва в индивидуални мачове, побеждавайки участници като Рики Рейс, Тони Козина, Брад Брадли и Ю Кей Бой.

## Шампионски титли и отличия
- All Pro Wrestling
  - Световноизвестен интернет шампион на APW (1 път)[11]
- Alternative Wrestling Show
  - Полутежък шампион на AWS (2 пъти)[12]
- Consejo Mundial de Lucha Libre
  - Най-добра нова сензация (2003)[13]
  - Вражда на годината (2003)[13]
- Empire Wrestling Federation
  - Отбоен шампион на EWF (1 път) – с Райгър Ривера[14]
- Evolve Wrestling
  - Пробивен мач (2010) срещу Муненори Сауа на 16 януари[15]
- Mach One Wrestling
  - Наследствен шампион на NWA (1 път)[16]
- Pro Wrestling Illustrated
  - PWI го класира като № 122 от топ 500 индивидуални кечисти за PWI 500 през 2014[17]
- SoCal Uncensored
  - Новак на годината (2001)[18]
- Total Nonstop Action Wrestling
  - Х Дивизионен шампион на TNA (1 път)[19]
  - Турнир за Х Дивизионната титла на TNA (2013)
- United Independent Wrestling Alliance
  - Шампион в лека категория на UIWA (1 път)[5]
- UWA Hardcore Wrestling
  - Канадски шампион на UWA (1 път)[5]
- WWE
  - Шампион в полутежка категория на WWE (1 път)[20]
  - Полутежка класика (2016)[20]